# Rotraut Klein-Moquay
Rotraut Klein-Moquay (1938), conocida por el mononimo Rotraut, es una artista visual francoalemana. Es viuda del artista francés Yves Klein.

## Biografía
Rotraut, nació en 1938 en Rerik, Alemania Del este. En la adolescencia, se mudó a Düsseldorf para vivir con su hermano mayor, el artista Gunther Uecker. En Düsseldorf, realizó pequeños trabajos y empezó a experimentar con el arte. En 1958, se mudó a Niza a trabajar como un au-pair para la familia del artista Arman. En Niza conoció y comenzó una relación con Yves Klein. La pareja viajó a Nueva York y Los Ángeles, donde vivieron, exhibieron el arte de Klein, y se relacionaron con artistas, dueños de galería, y críticos. En 1962, Rotraut y Klein se casaron en París. Klein murió seis meses más tarde, mientras Rotraut se encontraba embarazada con su hijo, Yves. Rotraut se casó se nuevo en 1968, con el curator Daniel Moquay. Rotraut y Moquay tienen tres hijos juntos. Desde 1998, Rotraut ha dividido su tiempo entre Phoenix, Arizona, París, y Sídney, Australia. 
El trabajo más temprano de Rotraut se centraba en el dibujo y la pintura. A principios de la década de 1990, hizo de la escultura su medio principal. Gran parte de la obra de Rotraut son esculturas monumentales  en colores primarios brillantes.

## Exposiciones

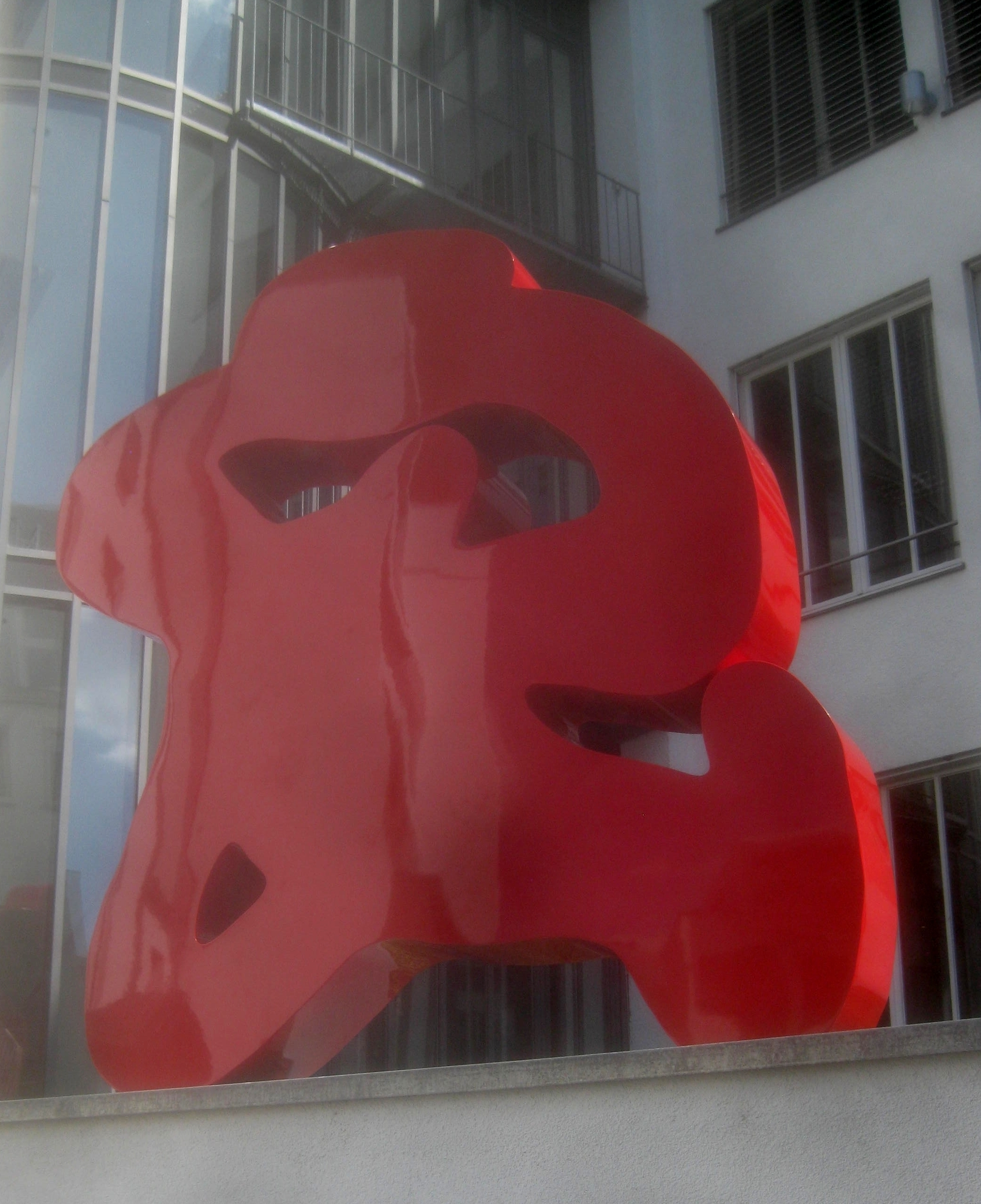
Bailando Cossack, Stuttgart

Rotraut expuso su trabajo públicamente por primera vez en 1959, en la galería de New Visions en Londres. Su obra ha sido presentada en exhibiciones individuales y grupales en instituciones que incluyen la Galerie Amstel 47 en los Países Bajos, el Centro Georges Pompidou en París, el Musée d'arte moderne et d'arte contemporain en Niza, la Galería Pascal de Sartheen en San Francisco, y la Galería Riva Yares en Scottsdale, Arizona. En 1989, su trabajo fue exhibido en Rotraut Uecker Klein en la Universidad Wesleyan, comisariado por Klaus Ottmann. Las esculturas y pinturas de Rotrauth han sido mostradas frecuentemente en Art Basel en Suiza y los EE. UU., representada por Galerie Gmurzynska. En 2018, el trabajo de Rotraut estuvo presentado en una exposición en el Museo de Luisiana de Arte Moderno. Muchos de sus trabajos han sido vendidos en subasta, incluyendo la escultura UNTITLED qué se vendió por $225,000 en Sotheby en 2018.

## Relación con Yves Klein
En su tiempo junto, Rotraut trabajó como un ayudante y modelo de Klein. Ella modeló para su conocida serie Anthropométries y asistió en su comisión para Ópera Gelsenkirchen en Alemania. Después de que la muerte de Klein, Rotraut dirigió su portfolio y legado, incluyendo la asignación de números a todas las pinturas monocromas azules de Klein . Hoy, dirige los inmuebles de Klein junto con su marido Daniel.